# Andrín
Andrín es una parroquia del concejo de Llanes, en el Principado de Asturias. Tiene una población de 156 habitantes (INE 2006) repartidos en 4 viviendas y 5,45 km². Está situado a 5,5 km de la capital del concejo. Su templo parroquial está dedicado a San Juan Bautista. 
En el pueblo se puede destacar la capilla de Nuestra Señora (siglo XV o XVI) y la iglesia de San Juan Bautista (año 1895).
Posee a su vez de varias casonas entre las que se puede destacar la de los Beltrán (siglo XVIII), casa del conde Vega del Sella (siglo XVII).
A 800 metros cuenta con una de las playas más bonitas del concejo, en la que destaca el castro de Ballota que comparte con la playa del mismo nombre.

## Barrios
- Andrín